# 大井行満
大井 行満（おおい ゆきみつ）は、戦国時代の武将、信濃国佐久郡、岩尾大井氏、二代岩尾城主。大井行俊の嫡子。

## 生涯
享徳2年（1453年）、長土呂館に生まれる。文明年間に甲斐国の板垣氏の娘を娶る。文明18年（1486年）、家督を嗣ぎ弾正忠と称した。延徳元年（1489年）、武田信昌が佐久に侵入して岩尾城も焼き討ちにあったが、小諸城主大井光忠、香坂・志賀・平賀氏の勢力が結集し、村上氏の支援によって武田勢を退け、行満は帰城した。永正6年（1509年）、関東管領上杉顕定の斡旋により、伴野貞慶との和議を行った。明応年中（1492年-1500年）に出家し回国修行に出て、大永5年（1525年）岩尾城に帰り、西国・坂東・秩父百番観音巡札の供養塔を建てた。同年3月3日、岩尾城に卒す。73歳。遺言により牌を高野山蓮華定院に建てた。